# Далешице (гмина)
Далешице (пол. Daleszyce) — городско-сельская гмина (волость) в Польше, входит как административная единица в Келецкий повет, Свентокшиское воеводство. Население — 14 713 человек (на 2006 год).

## Демография
| Перепись                       | Всего   | Всего | Женщины | Женщины | Мужчины | Мужчины |
| ------------------------------ | ------- | ----- | ------- | ------- | ------- | ------- |
| Единицы                        | человек | %     | человек | %       | человек | %       |
| Население                      | 14 587  | 100   | 7321    | 50,2    | 7266    | 49,8    |
| Плотность населения (чел./км²) | 65,7    | 65,7  | 33      | 33      | 32,7    | 32,7    |

## Сельские округа
1. Боркув
2. Бжехув
3. Цисув
4. Данкув
5. Комурки
6. Кранув
7. Мажиш
8. Муйча
9. Нестахув
10. Нивы
11. Серакув
12. Слопец
13. Смыкув
14. Сукув
15. Щецно
16. Тшемосна
17. Виделки

## Соседние гмины
1. Гмина Белины
2. Гмина Гурно
3. Кельце
4. Гмина Лагув
5. Гмина Моравица
6. Гмина Пежхница
7. Гмина Ракув